# Devin Lloyd
Devin Eric Lloyd (Kansas City, Misuri, 30 de septiembre de 1998) más conocido como Devin Lloyd, es un jugador profesional estadounidense de fútbol americano, se desempeña en la posición de linebacker en Jacksonville Jaguars, en la National Football League (NFL).

## Carrera
Fue seleccionado en la Reunión Anual de Selección de Jugadores de la NFL de 2022. Hizo su debut profesional con el equipo Jacksonville Jaguars, lleva jugando dos temporadas.